# Alberto Ginés López

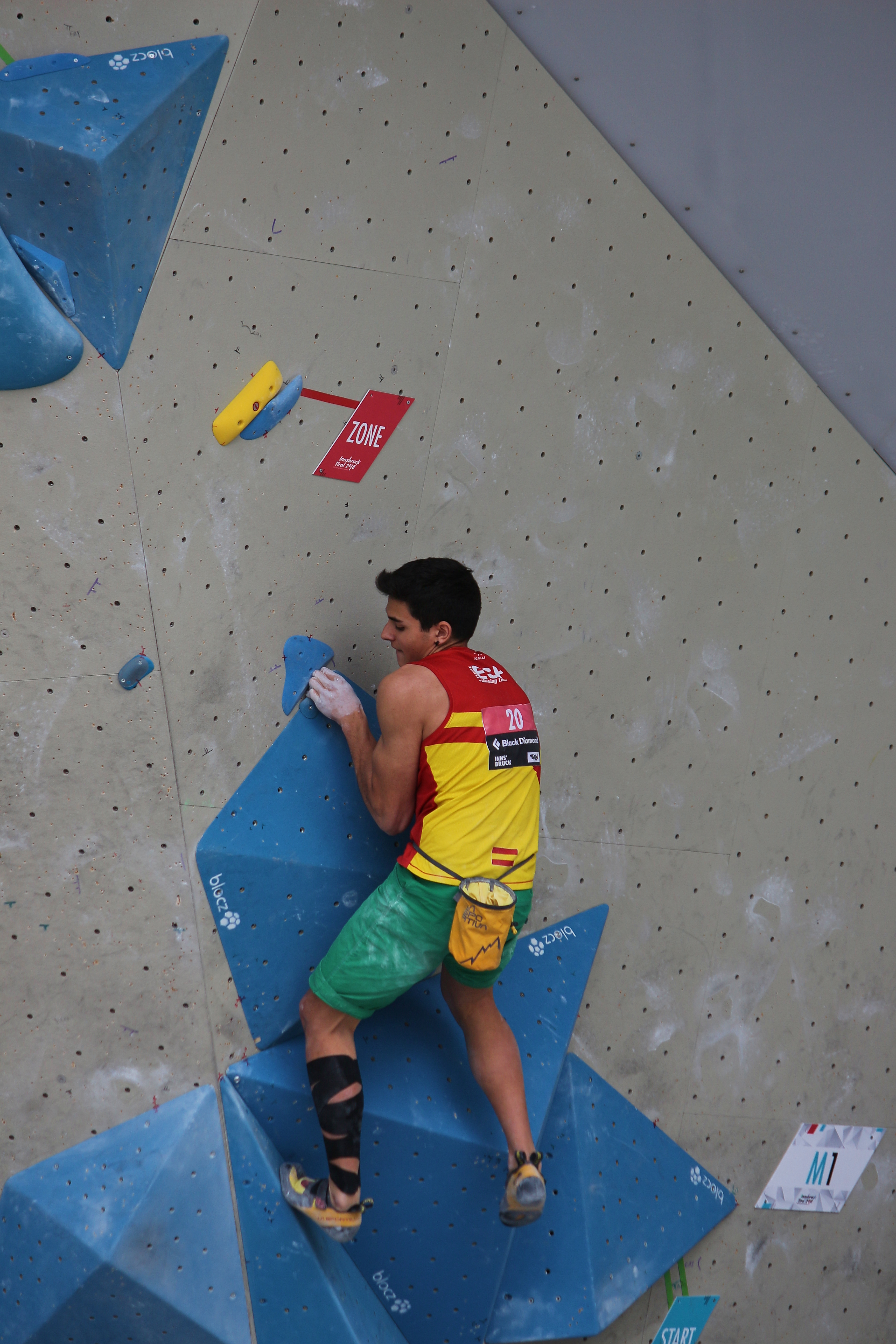
ME 2019 Edynburg. Alberto Ginés López na ścianie w trakcie wspinaczki w boulderingu.

Alberto Ginés López (ur. 23 października 2002 w Cáceresie) – hiszpański wspinacz sportowy. Specjalizuje się w boulderingu, prowadzeniu oraz we wspinaczce łącznej. Mistrz olimpijski z Tokio z 2021 oraz wicemistrz Europy z 2019, wielokrotny medalista w kategorii juniorów.

## Kariera sportowa
w Edynburgu w 2019 wywalczył srebrny medal mistrzostw Europy w prowadzeniu.
W 2019 roku w Tuluzie na światowych kwalifikacjach do igrzysk olimpijskich wywalczył kwalifikacje na IO 2020 w Tokio.

## Osiągnięcia

### Mistrzostwa świata
| Konkurencje        | 2019 |
| Bouldering         | 31   |
| Prowadzenie        | 31   |
| Wspinaczka na czas | 45   |
| Wspinaczka łączna  | 36   |

### Mistrzostwa Europy
| Konkurencje | 2019 | 2022 |
| Bouldering  | —    | -    |
| Prowadzenie | 2    | 3.   |
|             |      |      |

### Rock Master
| Konkurencje | 2018 |
| Bouldering  | —    |
| Duel        | —    |
| Prowadzenie | 7    |